# Émeutes de Birmingham
Vous lisez un « bon article » labellisé en 2009.
Les émeutes de Birmingham, aussi connues sous le nom d'émeutes de Priestley, se déroulent du 14 au 17 juillet 1791 à Birmingham, en Angleterre. Les Dissidents de l'Église d'Angleterre et, en particulier, le théologien et philosophe politique Joseph Priestley, sont la cible principale des émeutiers. Les événements locaux et nationaux, qui suscitent la passion des foules, vont d'un désaccord sur l'achat de livres par la bibliothèque publique, jusqu'à la controverse à propos des tentatives des Dissidents pour l'obtention de droits identiques à ceux des autres citoyens du royaume, en passant par leur soutien à la Révolution française.
Les émeutes commencent par l'attaque d'un hôtel où se tient un banquet organisé pour célébrer le second anniversaire de la prise de la Bastille. Puis, commençant par l'église et la maison de Priestley, les émeutiers attaquent ou incendient quatre chapelles des Dissidents, vingt-sept maisons et plusieurs commerces. Nombre d'entre eux se saoulent avec l'alcool trouvé dans les lieux pillés ou celui qu'on leur offre pour qu'ils n'incendient pas tel ou tel bâtiment. Les émeutiers brûlent non seulement les maisons et les chapelles des Dissidents, mais aussi les foyers des gens connus pour être favorables à leur cause, comme les membres de la communauté scientifique de la Lunar Society.
Même si les émeutes n'ont pas été organisées par le gouvernement du Premier ministre William Pitt, il est très lent à répondre à l'appel à l'aide des Dissidents. Des officiels locaux de Birmingham ont sans doute été impliqués dans la préparation des émeutes et vont plus tard se montrer réticents à en poursuivre les meneurs. L'industriel James Watt écrit que les émeutes « divisèrent Birmingham en deux camps qui se haïssaient mortellement ». Ceux qui ont été victimes des émeutiers quittent progressivement Birmingham, abandonnant une ville devenue plus conservatrice qu'elle ne l'a été tout au long du XVIIIe siècle.

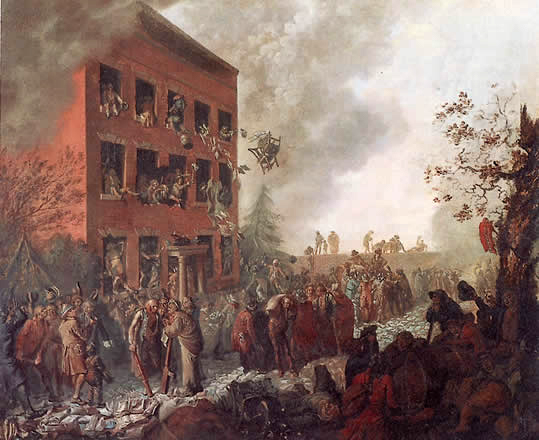
Peinture représentant les émeutes de Birmingham
(Auteur inconnu, fin du XVIII)

## Contexte

### Birmingham

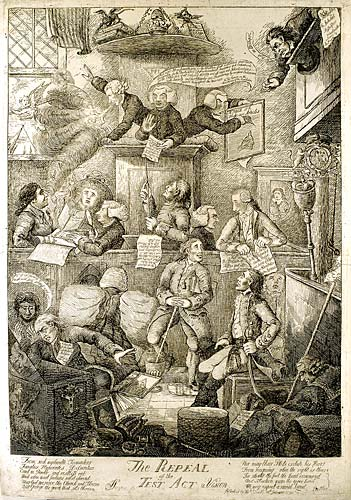
Repeal of the Test Act: A Vision, du caricaturiste James Sayers montre Priestley exhalant la fumée de l'hérésie depuis la chaire.

Tout au long du XVIIIe siècle, Birmingham est célèbre pour ses émeutes. En 1714 et 1715, ses habitants attaquent les Dissidents (des protestants qui ne se conforment pas aux préceptes de l'Église d'Angleterre) lors des émeutes de Sacheverell durant le procès à Londres de Henry Sacheverell, puis en 1751 et 1759 ce sont les quakers et les Méthodistes qui sont agressés. Au cours des émeutes de Gordon, les catholiques sont pris à partie par la foule en 1780. En 1766, 1782, 1795 et 1800, les émeutiers s'insurgent contre le prix trop élevé de la nourriture,. Un chroniqueur de cette époque décrit les émeutiers de Birmingham comme « la populace de Birmingham, brutale, quémandeuse, sans vergogne, sans cœur, crapuleuse, bouillonnante et bête. »,.
Jusqu'à la fin des années 1780, les divisions religieuses n'affectent pas l'élite de Birmingham. Dissidents et Anglicans vivent en harmonie côte à côte : ils font partie des mêmes comités de développement de la cité, ils partagent une curiosité scientifique commune au sein de la Lunar Society et ils participent ensemble au gouvernement de la ville. Ils restent unis contre ce qu'ils voient comme la menace d'une plèbe indisciplinée. Après les émeutes, cependant, le scientifique et prêtre Joseph Priestley affirme dans son An Appeal to the Public on the Subject of the Birmingham Riots (1791) que cette coopération n'était pas aussi amicale qu'on pouvait le penser. Priestley révèle que des querelles concernant la bibliothèque publique, l'École du dimanche et la participation au culte divisaient déjà Dissidents et Anglicans,. Dans son Narrative of the Riots in Birmingham (1816), le libraire et historien de Birmingham William Hutton renchérit en mentionnant que cinq événements ont mis le feu aux poudres des frictions religieuses : désaccord sur la mise à disposition dans la bibliothèque publique des ouvrages de Priestley, inquiétudes quant aux tentatives des Dissidents de faire abroger les Test et Corporation Acts, controverses religieuses (impliquant en particulier Priestley), distribution d'un « tract incendiaire » et un dîner célébrant le déclenchement de la Révolution française.
Lorsque les Dissidents de Birmingham commencent à s'agiter pour l'abrogation des Test et Corporation Acts, qui restreignent leurs droits civiques (leur interdisant, par exemple, de fréquenter les Universités d'Oxford ou de Cambridge ou d'occuper une fonction publique), l'apparente unité de l'élite urbaine s'évanouit. Des Unitaristes comme Priestley montent au front de la campagne pour l'abrogation, ce qui attise la nervosité et la colère des Anglicans orthodoxes. Après 1787, l'émergence de groupes de Dissidents formés dans le seul but de l'abrogation de ces lois commence à diviser la communauté, même si leurs efforts échouent en 1787, 1789 et 1790,,.

### Réaction britannique à la Révolution française

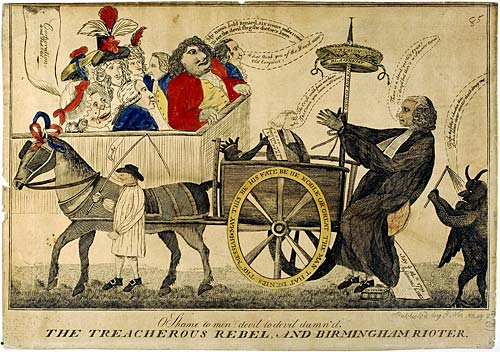
The Treacherous Rebel and Birmingham Rioter (vers 1791), montrant Joseph Priestley comme un rebelle pourchassé par Satan.

Le débat public concernant la Révolution française au Royaume-Uni s'étend de 1789 à 1795. Initialement, des deux côtés de la Manche, nombreux sont ceux qui pensent que les Français vont suivre la voie tracée par la Glorieuse Révolution britannique qui s'est produite un siècle auparavant. Ce qui fait que la Révolution est d'abord accueillie positivement par une large partie du public britannique qui célèbre la Prise de la Bastille en 1789, pensant que la monarchie absolue française va être remplacée par une forme plus démocratique de gouvernement. Lors de ces premiers jours grisants, les partisans de la Révolution estiment également que le propre système de la Grande-Bretagne pourra être également réformé : le droit de vote serait élargi et une redistribution des circonscriptions parlementaires pourrait éliminer les « rotten boroughs ».
Après la publication de Réflexions sur la Révolution de France (1790) de l'homme d'État et philosophe Edmund Burke, dans lequel il rompt les rangs, de façon surprenante, avec ses collègues libéraux du parti whig, en soutenant l'aristocratie française, une guerre pamphlétaire sur la Révolution commence à faire rage. Comme Burke a soutenu les colons américains dans leur rébellion contre l'Angleterre, son point de vue est un choc pour l'ensemble du pays. Alors qu'il soutient l'aristocratie, la monarchie et l'Église officielle, les libéraux, comme Charles James Fox, promeuvent la Révolution et les libertés individuelles, les vertus civiques et la tolérance religieuse, et les radicaux comme Priestley, William Godwin, Thomas Paine et Mary Wollstonecraft abondent dans le sens d'un nouveau système républicain, le socialisme agraire et l'abolition du landed interest. Alfred Cobban dit du débat qui fait irruption qu'il fut « peut-être la dernière discussion fondamentale politique en Grande-Bretagne ». Cependant, dès décembre 1795, après la Terreur et le début de la guerre avec la France, peu sont ceux qui soutiennent la cause française ou pensent que les réformes atteindront la Grande-Bretagne et ceux que l'on suspecte d'idées radicales sont en butte aux suspicions officielles et populaires.
Les événements qui précipitent les émeutes de Birmingham se produisent moins d'un mois après la fuite de Varennes, soit après la rupture définitive entre le monarque et les révolutionnaires.

## Prémices des émeutes

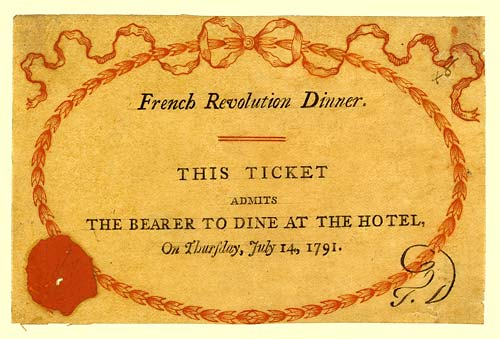
Carton d'invitation au dîner de célébration du second anniversaire de la Prise de la Bastille le 14 juillet 1791

Le 11 juillet 1791, un journal de Birmingham annonce que le 14 juillet, second anniversaire de la Prise de la Bastille, se tiendra un dîner dans un hôtel de la ville afin de célébrer le déclenchement de la Révolution française ; l'invitation encourage « chaque ami de la Liberté » à y participer :

« Un certain nombre de gentlemen ont l'intention de partager un dîner le 14, afin de commémorer le jour heureux qui vit l'émancipation de vingt-six millions de personnes du joug du despotisme et restaura le gouvernement démocratique d'une grande nation éclairée, dont il est de notre intérêt, en tant que peuple commerçant et de notre devoir, en tant qu'amis des droits généraux de l'humanité, de promouvoir des relations sans entraves, comme utile à une amitié permanente. 
Que chaque ami de la Liberté, disposé à se joindre à cette modeste festivité, veuille bien laisser son nom au bar de l'hôtel, où les billets sont à cinq shillings chacun, y compris une bouteille de vin, toutefois personne n'y sera admis sans billet. 
 Le dîner sera servi à trois heures précises,. »

Parallèlement, cet avis comporte une menace car il précise : « une liste complète » des participants sera publiée après le dîner,. Le même jour, un tract radicalement révolutionnaire, écrit par James Hobson (bien que nul ne connaisse alors son véritable auteur), est distribué. Les officiels de la ville offrent 100 guinées pour toute information concernant la publication et l'auteur du tract, sans résultat. Les Dissidents sont contraints de plaider l'ignorance et de décrier les idées « radicales » avancées par ce tract,,. Il devient clair, dès le 12 juillet, que le dîner va susciter des troubles. Au matin du 14 juillet, des graffitis comme « À la destruction des Presbytériens ! » et « Église et roi, pour toujours » apparaissent en ville. C'est alors que les amis de Priestley, craignant pour sa sécurité, le dissuadent de participer au dîner,,.

## Les émeutes

### 14 juillet

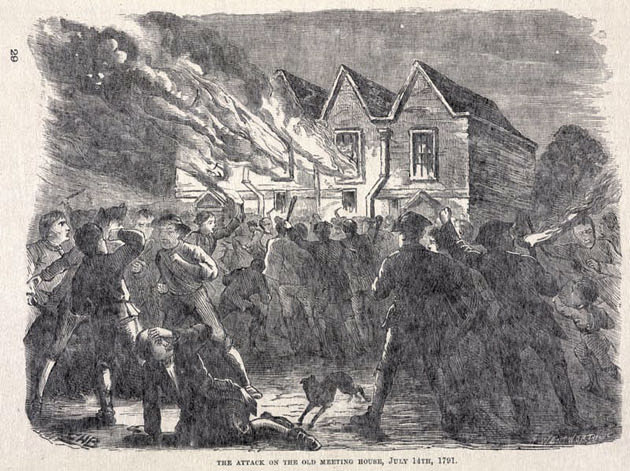
Destruction de la Old Meeting chapel
(gravure de Robert Dent en 1879)

Environ quatre-vingt-dix sympathisants résolus de la Révolution française se rendent au banquet du 14 juillet, sous la conduite de James Keir, industriel anglican, membre de la Lunar Society. Lorsque les convives arrivent à l'hôtel entre deux et trois heures, ils sont accueillis par une soixantaine de manifestants, qui se dispersent dans un premier temps aux cris, plutôt étranges, de « non au papisme ! »,. Lorsque les participants entament leur repas vers sept ou huit heures, une foule de quelques centaines de personnes s'est rassemblée. Les émeutiers, « recrutés principalement parmi les artisans et les ouvriers de Birmingham" », jettent des pierres aux convives qui s'enfuient, puis ils mettent l'hôtel à sac,. La foule se rend alors à la maison de réunion des Quakers, mais quelqu'un crie que les Quakers « ne se sont jamais mêlés de quoi que ce soit, ni d'un côté ni de l'autre » et convainc les émeutiers de s'en prendre plutôt à la New Meeting chapel, où Priestley officie en tant que ministre du culte,,. La New Meeting chapel est incendiée et réduite en cendres, bientôt suivie de la Old Meeting, autre chapelle des Dissidents.
Les émeutiers de rendent ensuite à la maison de Priestley sur Fairhill. Ce dernier a tout juste eu le temps de s'enfuir avec son épouse chez des amis. Écrivant peu après les événements, Priestley décrit la première partie de l'attaque qu'il a vue de loin :

« Tout étant remarquablement calme et par un beau clair de lune, nous pouvions voir à une bonne distance, et étant sur une hauteur, nous entendîmes clairement tout ce qui se passa à la maison, chaque cri de la foule et presque chaque coup porté par les outils utilisés pour briser portes et meubles. Comme ils ne pouvaient trouver de feu, l'un d'eux offrit deux guinées pour une bougie allumée, mon fils, que nous avions laissé derrière nous, avait pris soin d'éteindre tous les feux de la maison, et d'autres de mes amis obtinrent de nos voisins de faire de même. J'entendis dire ensuite qu'ils tentèrent désespérément d'obtenir du feu avec ma grande machine électrique qui se trouvait dans la bibliothèque. »

Le jeune William et les quelques amis restés avec lui pour protéger la maison familiale se voient bientôt débordés par la foule qui pille la propriété, puis la réduit en cendres. L'inestimable bibliothèque de Priestley, son laboratoire et ses manuscrits sont la proie des flammes,,.

### 15, 16 et 17 juillet

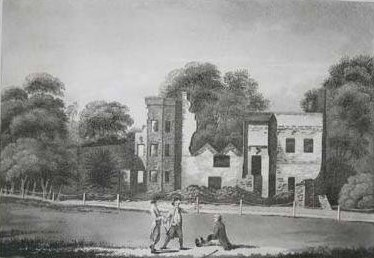
Showell Green, la demeure de William Russell après sa destruction
(Gravure de William Ellis d'après un dessin de Philip Henry Witton)

Le duc d'Aylesford tente d'endiguer la montée de la violence dans la nuit du 14, mais malgré l'aide d'autres magistrats, il est incapable de maîtriser la foule. Le 15, les émeutiers libèrent les détenus de la prison. Thomas Woodbridge, le gardien de l'établissement, nomme plusieurs centaines de suppléants afin de l'aider à calmer la foule, mais nombre d'entre eux rejoignent les émeutiers. La foule détruit Bakerville House, la demeure de John Ryland, et boit ses réserves d'alcool découvertes dans la cave. Lorsque les connétables arrivent sur les lieux, les émeutiers les attaquent et les désarment. Un homme est tué. Les magistrats locaux n'entreprennent alors plus rien pour contenir la foule et ne déclarent l'entrée en vigueur du Riot Act que lors de l'arrivée de l'armée le 17 juillet,.
Le 16, les maisons de Joseph Jukes, John Coates, John Hobson, Thomas Hawkes et John Harwood (pasteur baptiste aveugle) sont toutes pillées et incendiées. Le Baptist Meeting à Kings Heath, autre chapelle dissidente, est également détruite. William Russell et William Hutton tentent de défendre leurs demeures, sans résultat, les hommes qu'ils ont engagés refusant d'affronter la foule. Hutton fit plus tard le récit des événements :

« On m'évitait comme la peste, les vagues de chagrin me submergeaient et m'abattaient inexorablement ; chacune plus forte que la précédente. Mes enfants étaient tristes. Ma femme, à la suite d'une longue affliction, prête à quitter mes bras pour ceux de la mort, et moi-même réduit à la triste nécessité de mendier humblement un peu d'eau dans un cottage ! … Dans la matinée du 15 j'étais un homme riche ; dans la soirée j'étais ruiné,. »

Lorsque les émeutiers arrivent à la maison de John Taylor, ils déménagent soigneusement tous les meubles et les biens de sa locataire, Lady Carhampton, parente de George III, avant de l'incendier. Leur colère vise spécifiquement ceux qui sont en désaccord avec la politique du roi et qui ne se conforment pas à l'Église d'Angleterre ou résistent au contrôle de l'État. Les maisons de George Russell, juge de paix, Samuel Blyth, l'un des ministres de la New Meeting, Thomas Lee et de Mr. Westley sont aussi attaquées le 15 et le 16. L'industriel Quaker et membre de la Lunar Society, Samuel Galton ne sauve sa propre maison qu'en offrant de l'ale et de l'argent aux émeutiers.
Des récits de l'époque relatent que le dernier assaut de la foule se déroule aux alentours de huit heures du soir le 17. Environ trente têtes brûlées attaquent la demeure de William Withering, un Anglican qui fréquente la Lunar Society avec Priestley et Keir. Ils sont cependant repoussés par les hommes que Withering a engagés pour défendre ses biens. Lorsque les soldats arrivent pour restaurer l'ordre, les 17 et 18, la plupart des émeutiers se sont dispersés, cependant quelques rumeurs indiquent que la foule s'attaque à des propriétés de Alcester et Bromsgrove.
En tout, quatre églises dissidentes ont été détruites ou sérieusement endommagées et vingt-sept maisons attaquées, la plupart pillées et incendiées. Ayant commencé par s'en prendre à ceux qui célébraient la prise de la Bastille, l'émeute s'est ensuite attaquée aux Dissidents ainsi qu'aux membres de la Lunar Society.

## Conséquences et procès

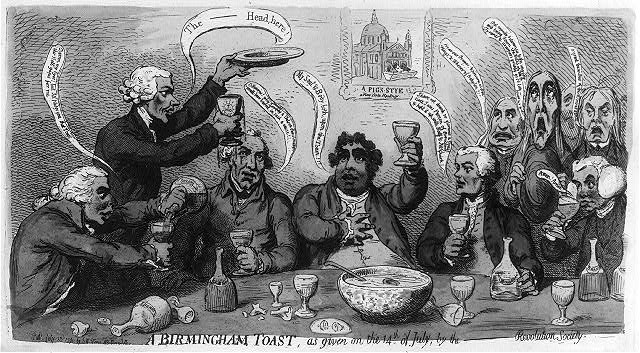
Caricature de James Gillray moquant le dîner du 14 juillet.

Priestley et d'autres Dissidents accusent le gouvernement, pensant que William Pitt et ses partisans sont à l'origine des émeutes ; cependant, des indices laissent à penser qu'elles ont plutôt été organisées par des officiels de Birmingham. Certains émeutiers agissaient de concert et semblaient dirigés par des membres de l'administration locale lors des attaques, validant ainsi les accusations de préméditation. Quelques Dissidents avaient vu leurs maisons attaquées plusieurs jours avant que n'arrivent les émeutiers, les amenant à penser qu'une liste de cibles avait été préparée à l'avance,. Un « noyau dur » d'émeutiers, au nombre d'une trentaine, dirigeait la foule et resta sobre tout au long des quatre jours d'émeutes. Contrairement à des centaines d'autres qui y participèrent, ils n'acceptaient pas d'argent pour mettre fin à leurs forfaits.
Si des manœuvres concertées ont été organisées par l'élite anglicane de Birmingham pour attaquer les Dissidents, elles sont probablement dues à Benjamin Spencer, pasteur, Joseph Carles, juge de paix et propriétaire terrien, et John Brooke, avocat, légiste et sheriff adjoint,. Bien que présents lorsqu'éclate l'émeute, Carles et Spencer ne tentent rien pour arrêter la foule et Brooke l'a, semble-t-il, conduit à la New Meeting chapel. Les témoins s'accordèrent sur ce « que les magistrats avaient promis protection aux émeutiers tant qu'ils ne s'en prendraient qu'aux chapelles et épargneraient les personnes et les biens »,,. Les magistrats refusèrent également de procéder à des arrestations et relâchèrent les prisonniers qui avaient été incarcérés,.

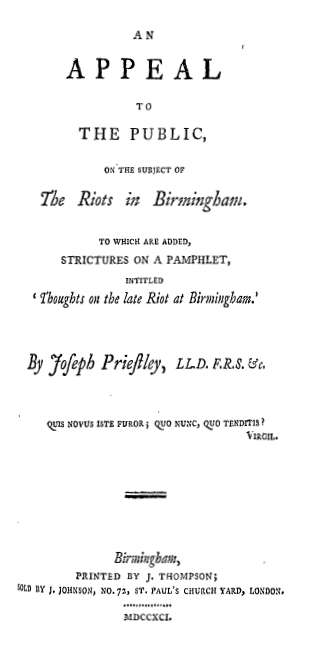
Page de titre de Appeal de Joseph Priestley, publié en 1791.

Ayant reçu l'ordre du gouvernement de poursuivre les émeutiers, les officiels locaux traînèrent les pieds. Quand ils furent finalement contraints de juger les meneurs, ils intimidèrent les témoins et firent fi de la procédure judiciaire. Seuls, dix-sept des cinquante émeutiers inculpés furent jugés ; quatre furent condamnés, dont un se vit aussitôt gracié, deux furent pendus et le quatrième envoyé à Botany Bay. Cependant, Priestley n'est pas le seul à penser que la culpabilité de ces hommes ne relevait officiellement pas de leur participation aux émeutes, mais qu'« ils méritaient le banc d'infamie pour bien d'autres choses ».
Lorsque George III fut enfin forcé d'envoyer des troupes dans la région, il dit : « Il ne saurait que me réjouir que Priestley soit victime des doctrines que lui-même et son parti ont instillées et que le peuple les voit sous leur vrai jour. », Le gouvernement obligea les habitants à verser des dédommagements à ceux dont les propriétés avaient été saccagées : le total atteignit les 23 000 livres sterling. Cependant, le processus mit des années et la plupart des victimes reçurent beaucoup moins que ne valaient leurs biens.
Après les émeutes, Birmingham fut, selon l'industriel James Watt, « divisée en deux camps qui se haïssaient mortellement ». Tout d'abord, Priestley souhaita y retourner et prononcer un sermon, fondé sur le verset biblique « Père, pardonne leur car ils ne savent pas ce qu'ils font », mais il en fut dissuadé par ses amis convaincus que c'était trop risqué. À la place, il écrivit son Appeal to The Public :
« Je suis né anglais comme chacun d'entre vous. Bien que pénalisé par les privations de droits civils qui frappent les Dissidents, j'ai longtemps apporté mon soutien au gouvernement et je croyais que mon héritage bénéficiait de la protection qu'offrent sa Constitution et ses lois. Mais je me suis trouvé grandement trompé, ainsi que le serait chacun d'entre vous, si, comme moi, avec ou sans raison, il avait le malheur d'attirer sur lui l'anathème populaire. Car alors, comme vous l'avez vu dans mon cas, sans aucune forme de procès que ce soit, sans avoir eu connaissance de votre crime ou du danger que vous représentez, vos maisons et vos biens peuvent être détruits, et vous risquez de ne pas avoir la bonne fortune de sauver votre vie, comme je l'ai fait. […] Que sont les anciennes 'Lettres de Cachet' françaises, ou les horreurs de la Bastille récemment démolie, comparées à cela ? »,
Les émeutes révélèrent que la bonne société anglicane de Birmingham ne répugnait pas à utiliser la violence contre les Dissidents qu'elle considérait comme de possibles révolutionnaires. En outre, elle n'avait aucun scrupule à soulever une foule potentiellement incontrôlable. Nombre de ceux qui furent victimes des émeutiers quittèrent progressivement Birmingham, abandonnant une ville devenue plus conservatrice qu'elle ne l'avait été tout au long du XVIIIe siècle. Les tenants de la Révolution française qui restaient décidèrent de ne pas organiser un dîner en souvenir de la prise de la Bastille, l'année suivante.